# Noukajärvi
Alimmainen Noukajärvi eller Noukajärvi är en sjö i Finland. Den ligger i kommunerna Posio och Kuusamo i landskapen Lappland och Norra Österbotten, i den norra delen av landet, 700 km norr om huvudstaden Helsingfors. Noukajärvi ligger 285,4 meter över havet. Arean är 30,9 hektar och strandlinjen är 3,32 kilometer lång. Sjön  ingår i Koundaälvens huvudavrinningsområde.   Den sträcker sig 0,5 kilometer i nord-sydlig riktning, och 1,5 kilometer i öst-västlig riktning.